# El-Sidron-Höhle

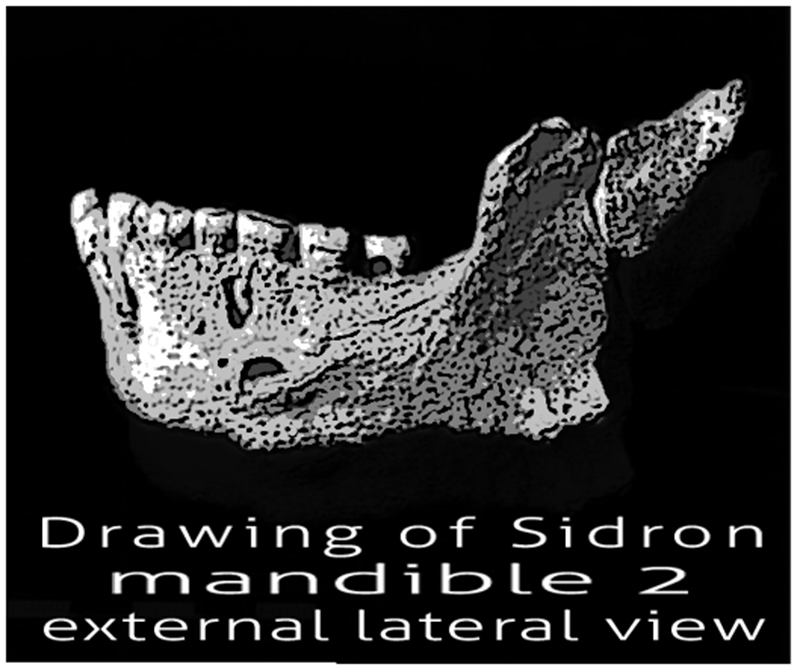
Unterkiefer von El-Sidron

Die El-Sidron-Höhle (spanisch Cueva de El Sidrón) ist eine verzweigte Kalkstein-Höhle im Norden Spaniens, im Hochland von Asturien, auf dem Gebiet der Gemeinde Piloña, in der Parroquia Borines, ein Kilometer westlich von Vallobal. In dieser Höhle wurden prähistorische Felszeichnungen entdeckt, ferner fanden Freizeitforscher im März 1994 bei der Erkundung des Höhlensystems die fossilen Überreste einer Gruppe von Neandertalern.

## Funde
Insgesamt wurden bisher mehr als 1800 Schädelfragmente, Unterkiefer, Knochen und Zähne sowie ca. 400 Moustérien-Steinwerkzeuge und Steinabschläge gefunden. Die Überreste stammen von mindestens 12 Neandertalern: drei männlichen und drei weiblichen Erwachsenen sowie von drei Jugendlichen und drei Kindern im Alter von ca. zwei, fünf und acht Jahren. Bei allen zeigen die Zähne deutliche Zeichen von Nahrungsmangel. Ein Schädelfragment und ein Stück eines Oberarmknochens wiesen Spuren von Schlägen mit Faustkeilen auf, ein Hinweis darauf, dass sie womöglich eines gewaltsamen Todes starben. Schnittspuren und Bruchstellen an den Knochen deuten auf Kannibalismus hin. Kurz nach dem Tod der Gruppe brach der Boden der Höhle ein: Knochen, Erde und Steine stürzten 20 Meter tief in eine von unterirdischem Wasser ausgespülte Kalksteinkammer. 2013 wurde das Alter der Fossilien auf 48.400 ± 3200 Jahre BP datiert.
Genetische Analysen weisen darauf hin, dass die Gruppenmitglieder miteinander verwandt waren. Im Detail sind die genauen Verwandtschaftsverhältnisse noch nicht vollständig geklärt. Es wird jedoch davon ausgegangen, dass es sich bei der Gruppe um eine Familie handelte, denn zwei der Frauen waren direkt mit den Kindern der Gruppe verwandt und könnten daher ihre Mütter gewesen sein. Bedeutsam ist, dass die drei erwachsenen Männer die gleiche, die drei erwachsenen Frauen jedoch unterschiedliche Mitochondrien-DNA hatten. Dies bedeutet, dass die Männer aus der gleichen, die Frauen jedoch aus drei verschiedenen Gruppen abstammten. Carles Lalueza-Fox vom Institut für Evolutionsbiologie in Barcelona, der die Analysen durchgeführt hat, deutet dies als eine soziale Praxis der Neandertaler, wie sie auch bei modernen Jäger- und Sammler-Kulturen vorkommt, nämlich, dass die Frauen ihre ursprünglichen Gruppen verließen, während die Männer in der Gruppe des Vaters verblieben. Ob damit auf eine durchgängig patrilineare Sozialpraxis der Neandertaler geschlossen werden kann, ist allerdings noch nicht abschließend geklärt. Lalueza-Fox spricht diesbezüglich von einem zumindest patrilokalen Paarungsverhalten der Neandertaler. Die auf Basis der mtDNA-Analyse durchgeführten Abstammungslinien innerhalb der Gruppe lassen ferner eine Geburtshäufigkeit der Neandertaler von ca. 3 Jahren plausibel erscheinen.
Von drei verschiedenen Neandertaler-Knochen aus der El-Sidron-Höhle, die 2006 gefunden wurden (441, 1253 und 1351c), analysierten die Forscher um Carles Lalueza-Fox vom Institut de Biologia Evolutiva in Barcelona die mitochondriale DNA (mtDNA). Zwei Neandertaler (1253 und 1351c) hatten dieselbe, die Sprache ermöglichende Mutation im Bereich Exon 7 des FOXP2-Gens wie der moderne Mensch. Weitere Untersuchungen an Knochen aus der El-Sidron-Höhle ergaben, dass einige Neandertaler ein Gen besaßen, das sie befähigte, bitteren Geschmack zu erkennen. Lalueza-Fox und Kollegen fanden in den Knochen von zwei Neandertalern aus der El-Sidron-Höhle (1252) und aus Monti Lessini eine Variante des MC1R-Gens, die es bei heutigen Menschen nicht gibt und die Mischung von roter und dunkler Pigmentierung von Haar und Haut regelt. Beide Neandertaler hatten helle Haut und rötliche Haare.

## Dokumentationen
- Das dunkle Geheimnis der Neandertaler. (Forschungsergebnisse von Knochenfunden der Neandertaler in der nordspanischen Höhle von El Sidrón) TV-Dokumentation in HD von Ruth Berry, Österreich 2012, deutsche Synchronfassung arte 2014.